# Lycée royal de Düsseldorf

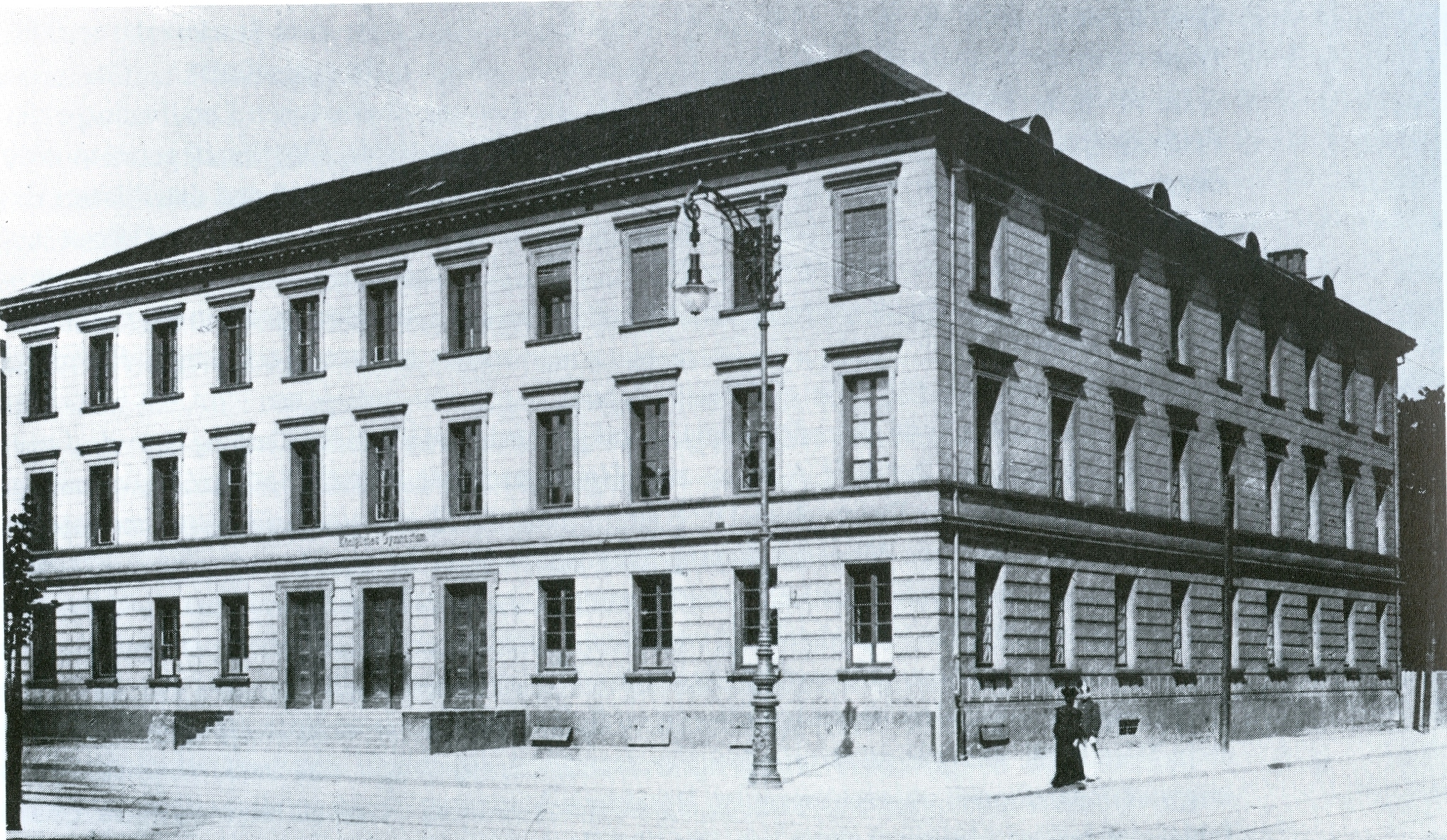
Lycée royal de Düsseldorf sur Alleestraße avant démolition en 1904

Le Lycée royal de Düsseldorf sur Alleestraße à Düsseldorf est inauguré en 1833.

## Histoire
L'école est issue du lycée, dont Justus Gruner, le gouverneur du Gouvernement général de Berg, a décrété en 1814 la fondation à l'instigation de Karl Wilhelm Kortüm (de), le directeur du lycée de Düsseldorf (de). Après l'abolition de l'ordre des Jésuites, le lycée succède à l'école des Jésuites, qui est fondée dans le cadre de la re-catholicisation (de) au XVIIe siècle dans le monastère des Jésuites, l'hôtel de ville (de) plus tard, et y est installée jusqu'en 1803.
L'école, qui est façonnée par l'idée du néo-humanisme et qui, en tant qu'école secondaire, conduit la progéniture masculine aux diplômes d'entrée à l'université, est construite selon les plans des architectes Adolph von Vagedes (représentant du classicisme français) et Karl Friedrich Schinkel (un représentant du classicisme berlinois). À partir de 1832, le directeur est le philologue classique Franz Wüllner (de). En langue vernaculaire, l'édifice s'appelle « la vieille case ». De 1907 à 1909, le grand magasin Tietz est construit à l'emplacement du lycée, qui est démoli en 1904 (aujourd'hui Kaufhof). Un nouveau lycée, l'actuel lycée Görres (de), est construit sur la Königsallee en 1906.

## Emplacement et environs

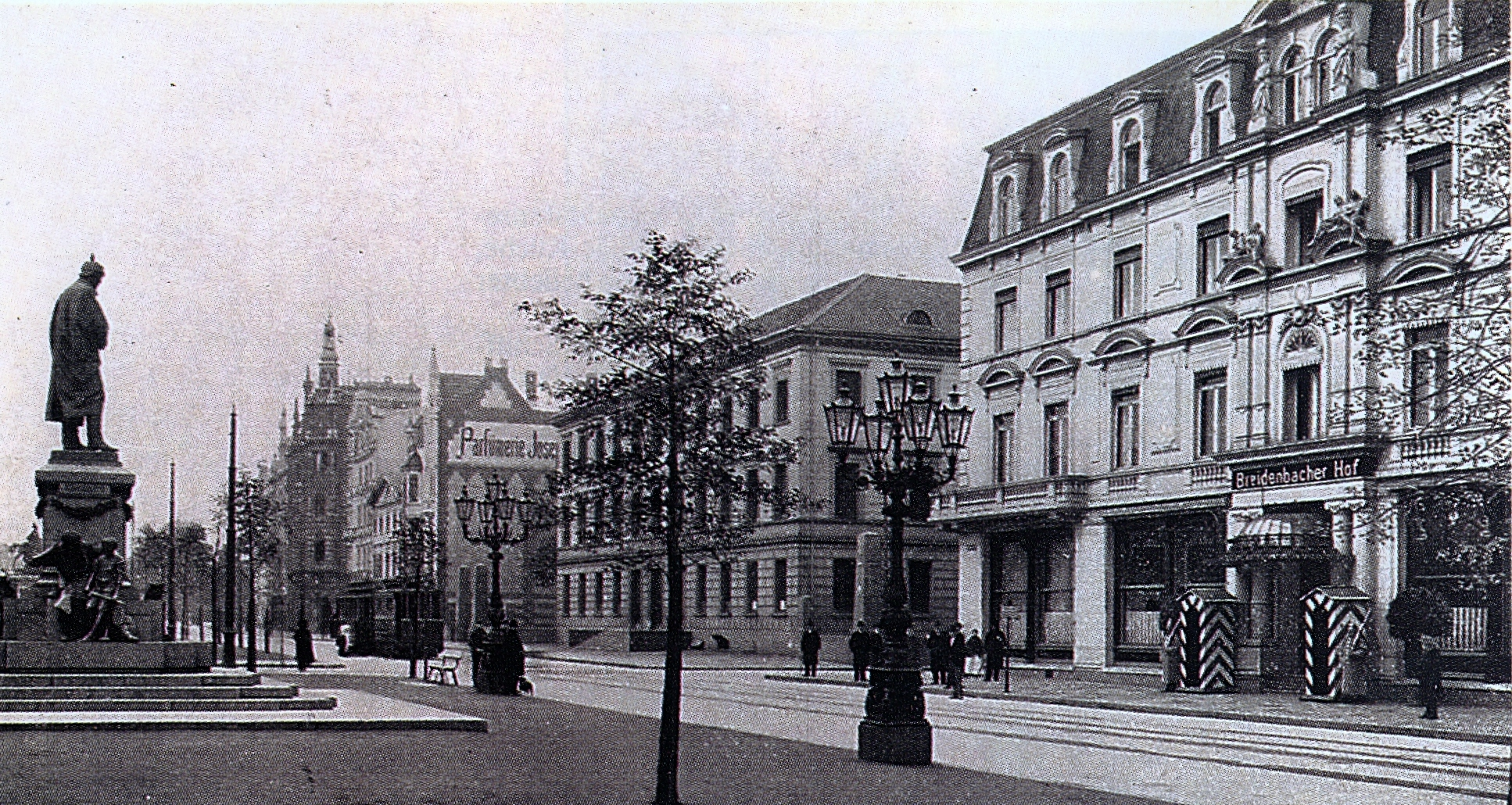
Alleestraße avec le lycée royal

Le bâtiment est situé à Alleestraße 32, aujourd'hui Heinrich-Heine-Allee. Le bâtiment de l'école est flanqué de l'hôtel Breidenbacher Hof. À l'origine, le nouveau théâtre de la ville doit être construit à la place du bâtiment de l'école. Le Breidenbacher Hof voisin proteste contre la construction de l'école; Breidenbach a espéré la construction d'un nouveau théâtre à cet endroit : "Mais comme le chantier destiné au théâtre ne doit pas être laissé en jachère, une autre utilisation judicieuse est trouvée pour la propriété d'angle à côté du palais de l'hôtel : un lycée de toutes choses y sont construites. Pour Wilhelm Breidenbach, cela signifie non seulement la fin d'un rêve d'un public éduqué et distingué dans le voisinage immédiat, mais aussi une nuisance sonore considérable pour ses invités". La cour de l'école est remontée jusqu'à sa façade élaborée et scellée par un mur, ce contre quoi Breidenbach proteste auprès du gouvernement royal le 7 janvier 1829.

## Description
À l'origine, le bâtiment doit être construit selon les plans de l'architecte Adolph von Vagedes - un représentant du classicisme français. En 1828, l'inspecteur agricole Felderhoff et le superviseur de la construction Werner révisent les plans de sorte que le bâtiment corresponde finalement à la conception de Schinkel - un représentant du classicisme berlinois. L'extérieur du bâtiment est construit dans les "formes les plus austères du classicisme, sans aucun risalit, avec des surfaces complètement lisses, sans aucune décoration architecturale".
Seul l'auditorium est conçu selon les plans originaux de Vagedes. Il contient une galerie à colonnes sur 24 colonnes avec de riches peintures, un plafond à caissons et des balustrades en fer forgé. L'auditorium a une galerie sur trois côtés. La galerie présente une double disposition de colonnes, celle du bas étant conçue dans l'ordre dorique, celle du dessus dans l'ordre ionique.